# جينيرال إلكتريك- جي إيه سي
شركة جينيرال إلكتريك جي إيه سي (بالإنجليزية:General Electric Company)، (بإضافة حرف سي في آخر الكلمة أو الاختصار لتمييزها عن شركة جنرال إلكتريك الأمريكية)، هي مجموعة صناعية كبرى مقرها المملكة المتحدة تعمل في مجال الإلكترونيات الإستهلاكية والدفاعية والاتصالات والهندسة. تأسست في عام 1886.
في ديسمبر 1999، تم دمج الذراع الدفاعي للشركة (أنظمة ماركوني الإلكترونية) مع بريتيش آيروسبيس لتكوين شركة أنظمة باي.باقي الشركة أكمل باسم ماركوني بي أل سي. أدت المشكلات المالية التي أعقبت انفجار فقاعة «دوت كوم» في عام 2001 إلى إعادة هيكلة ماركوني بي أل سي في عام 2003 لتصبح شركة ماكروني كوربورايشين بي أل سي.